# Црна ружа (ТВ серија)
Црна ружа (тур. Karagül) турска је телевизијска серија, снимана од 2013. до 2016.
У Србији је од 2015. до 2017. приказивана на телевизији Пинк.

## Синопсис
Радња серије одвија се у месту Халфети, крај Шанлијурфе, и прати причу о два завађена брата, те жени која након откривања сурове истине мора да настави са животом.
Најстарији син у породици Кендал увек је био љубоморан на свог млађег брата Мурата, и његова је једина жеља да постане једини наследник и вођа породице. Међутим, Кендал нема сина који би могао продужити њихову владавину. Једини син којег има је инвалид. Има две жене, али не и синове који би га наследили.
Његов брат Мурат има четворо деце. Муратов прворођени син живи са његовим старијим братом и женом са којом је склопио верски брак. Они одгајају његовог сина, а заузврат се Мурат сели у Истанбул где води другачији живот. Има две кћери и сина са својом службеном женом Ебру. Ебру не зна за тајни живот свог супруга и мисли да је њен прворођени син мртав. Она је далеко од села и тамошње традиције.
Једног дана Ебру добија вест да је њен муж нестао у реци Еуфрат, у Шанлијурфи. Тада се цели њен живот мења и принуђена је да се сама суочи са истином. Заглављена је између прве супруге свог мужа, детета за које је мислила да га је изгубила, убице свог мужа, његовог брата Кендала и својих кћери које су бесне. Мурат је изгубио све што су поседовали, заложио је и банкротирао. Ебру је остављена сама, без помоћи и новца, у суровом свету лажи.

## Ликови
- Ебру Сезгин Шамверди (Еџе Услу) - Срећно живи са супругом Муратом, изненада добија вест о његовом самоубиству у Халфетију. Одлази тамо и започиње живот са супруговом породицом. Будући да их заправо никада није упознала, тада сазнаје ко је био њен супруг.
- Кендал Шамверди (Месут Акуста) - Муратов старији брат заслепљен је амбицијом и похлепом. Због тога је млађег брата покушао да удави у реци. Има две супруге. Прва му је родила сина с тешкоћама у развоју. Асиму не придаје нимало пажње. Супруга Емине пада му у очима и као другу супругу доводи Озлем. Кад она остане трудна с девојчицом, Кендал једној од радница у фабрици, Сибел направи сина.
- Озлем Шамверди (Хилал Алтинбилек) - Кендалова друга супруга. Старија браћа су је младу силом удали за Кендал-агу. Имаће важну улогу у откривању истине лепотом и лукавошћу.
- Касим (Есер Крабил) - У почетку је био један од Кендалових људи, давна љубав Кендалове треће жене Сибел. Касније Кендалов највећи непријатељ и трн у оку, највећа љубав Кендалове друге жене Озлем.
- Нарин Мерџан (Озлем Џонкер) - Муратова рођака. Као дете губи родитеље и одлази да живи с тетком Кадрије, те склапа верски брак са Муратом. Њој је поверен Ебруин син Баран, но она стално пати јер Мурат воли Ебру и живи с њом. Ебруин долазак са собом доноси тешке дане за Нарин.
- Кадрије Шамверди (Шериф Сезер) - Муратова, Кендалова и Мелекина мајка. Стрпљењем, искуством, ауторитетом и угледом покушава све да доведе у ред.
- Баран Шамверди (Мерт Јазиџиоглу) - Ебруин и Муратов син. Као дете је одвојен од Ебру под изговором да је преминуо при порођају и поверен је Нарин са којом је Мурат био у верском браку.
- Маја Шамверди (Илајда Чевик) - Ебруина и Муратова мирна и оптимистична кћи.
- Ада Шамверди (Ајча Ајшин Туран) - Ебруина и Муратова страствена и бунтовна кћи.
- Огуз Киличоглу (Огун Каптаноглу) - Командир, брат Сердара Киличоглу и отац Дениз. Праведан, добар човек, љубав Нарин Мерџан.
- Мурат Шамверди (Озџан Дениз) - Син угледне и богате породице са истока Турске. Срећно живи са супругом Ебру у Истанбулу. Брат Кендал, за време посете породици, у љутњи га баца у реку Еуфрат и он нестаје.
- Фират Мерџан (Јавуз Бингол) - Муратов рођак и Наринин старији брат. Пред кћери је супругу напао ножем. Дуго је био у затвору. Раздвојен је од кћери и заљубљен у Ебру.
- Мелек Шамверди (Себахат Кумаш) - Ћерка Кадрије Шамверди, сестра Кендала и Мурата. Она је тиха, нежна и лепа млада жена. Најбоља је пријатељица Кендалове друге супруге Озлем. Извшила је самоубиство због тога јер јој њен старији брат Кендал није дао да буде са особом коју воли, Сабријем, те је венчао са убицом њене љубави, Мерданом Кесером.
- Рузгар Шамверди (Арда Еркуран) - Најмлађе дете Мурата и Ебру. Тих, бојажљив дечак, који највише сличи свом оцу. Узор у животу му је његов старији брат Баран.
- Ајше (Севда Ергинџи) - Ћерка Сибел и Касима, Баранова највећа љубав. Полусестра Мехдија Шамверди.
- Емине Шамверди (Хулја Дуљар) - Кендалова прва супруга, мајка Асима Шамверди. Домаћица куће Шамвердија, од стране супруга постане заборављена када њен син постане инвалид.
- Асим Шамверди (Џан Атак) - Син Кендала и Емине. Младић који отежано може да се креће, има искривљена уста и руку. Имаће кључну улогу у откривању истине о убијању свог стрица Мурата, од стране Кендала.

## Сезоне
| Сезона | Сезона | Број епизода (н / и)              | Приказивање у Турској                 | Приказивање у Србији                      |
| ------ | ------ | --------------------------------- | ------------------------------------- | ----------------------------------------- |
|        | 1      | 12 / 27 (1 — 12) / (1 — 27)       | 29. март 2013 — 14. јун 2013. ()      | 7. децембар 2015 — 5. јануар 2016. (Пинк) |
|        | 2      | 37 / 86 (13 — 49) / (28 — 113)    | 20. септембар 2013 — 13. јун 2014. () | 5. јануар 2016 — 10. април 2016. (Пинк)   |
|        | 3      | 39 / 109 (50 — 88) / (114 — 222)  | 19. септембар 2014 — 12. јун 2015. () | 10. април 2016 — 18. август 2016. (Пинк)  |
|        | 4      | 37 / 109 (89 — 125) / (223 — 331) | 2. октобар 2015 — 10. јун 2016. ()    | 18. август 2016 — 29. март 2017. (Пинк)   |

## Улоге
| Глумац:                | Улога:           |
| ---------------------- | ---------------- |
| Еџе Услу               | Ебру Шамверди    |
| Месут Акуста           | Кендал Шамверди  |
| Хилал Алтинбилек       | Озлем Шамверди   |
| Мерт Јазиџиоглу        | Баран Шамверди   |
| Озлем Џонкер           | Нарин Мерџан     |
| Шериф Сезер            | Кадрије Шамверди |
| Илајда Чевик           | Маја Шамверди    |
| Ајча Ајшин Туран       | Ада Шамверди     |
| Себахат Кумаш          | Мелек Шамверди   |
| Арда Еркуран           | Рузгар Шамверди  |
| Хулја Дујар            | Емине            |
| Џан Атак               | Асим Шамверди    |
| Севда Ергинџи          | Ајше             |
| Есер Карабил           | Касим            |
| Ебру Ожен Шахин        | Сибел            |
| Сарухан Хунел          | Кенан Гунер      |
| Гонџа Џиласун          | Фикрије          |
| Озџан Дениз            | Мурат Шамверди   |
| Огун Каптаноглу        | Огуз Киличоглу   |
| Бурак Челик            | Сердар Киличоглу |
| Су Олгач               | Дениз Киличоглу  |
| Јавуз Бингол           | Фират Мерџан     |
| Фејзан Сојкан          | Емре             |
| Аџелја Елмас           | Елиф             |
| Туран Селчук Јерликаја | Риза             |
| Булент Полат           | Сабри            |
| Џетин Каракул          | Фатих            |
| Maxмуд Гогкоз          | Идрис            |
| Мехмед Мехмедоф        | Мердан Кесер     |
| Озлем Акинозоу         | Гулизар Кесер    |
| Мурат Бајкан           | Рустем Кесер     |
| Дениз Дурмаз           | Назли            |
| Јалчин Ертук           | Реџеп            |